# Уровень жизни в Японии
Уровень жизни в Японии — степень удовлетворения материальных и духовных потребностей жителей Японии. Страна занимает 25 строчку Индекса качества жизни от «Economist Intelligence Unit» (2013).

## История
В послевоенные годы в Японии наблюдался резкий и устойчивый рост экономики и рост среднего уровня жизни. Значительно сократился разрыв в оплате труда между синими воротничками и белыми воротничками, что привело к созданию для всех сотрудников системы социального обеспечения. Разработана, так называемая система пожизненного найма, позволяющая увеличивать зарплату с возрастом сотрудника и годами выслуги, вместе с достойными пенсионными отчислениями сотрудника и работодателя современные японские пенсионеры являются одними из самых зажиточных и социально защищённых слоёв общества.
В послевоенный период в Японии триада, характеризующая потребительский идеал, называлась «тремя святыми сокровищами», телевизор, холодильник и стиральная машина, а к 1964 году 90 % домохозяйств обладали всеми «тремя святыми сокровищами». Большинство семей пытались оснастить себя этими предметами роскоши, и в последующие годы потребительский спрос значительно увеличился. С 1951 по 1967 год, например, доля домашних абонентов платного радио выросла с 58,6 % до 93,4 %, а с 1952 по 1970 год доля платных телевизионных абонентов домашних хозяйств выросла с 0,01 % в 1951 году до 94 % 1970. К 1970 году 98 % всех домохозяйств имели стиральную машину, 95 % — газовый или электрический холодильник, 80 % — пылесос, 77 % — камеру и 67 % — 70 % — телевизор.
В совокупности профсоюзы (которые каждый год участвуют в «весенних забастовках» для выплаты заработной платы и бонусов) помогли основной части японского населения получить долю в богатстве, вызванном расширением национального производства. Реальная заработная плата в обрабатывающей промышленности в 1960 году была почти на 50 % выше, чем в 1934-36 годах (что было принято довоенной нормой). В течение следующих десяти лет она выросла ещё на 80 %, в то время как в торговле рост был немного ниже. С 1955 по 1980 год сумма среднего домашнего бюджета, расходуемого на продовольствие, сократилась с 44,5 % до 27,8 %, а доля, потраченная на медицинское обслуживание, аренду и одежду, также снизилась, оставив больше денег на неосновные вещи, такие как дополнительное образование, потребительские товары длительного пользования и отдых.
По словам Уильяма Г. Бисли, уровень жизни в Японии во многом был «несомненно впечатляющим к 1980-м годам: высокая реальная заработная плата, низкий уровень безработицы, отличная медицинская помощь, выше среднего потребления товаров и услуг». Тем не менее, в Белой книге 1986 года было установлено, что в вопросах, влияющих на качество жизни, Япония все ещё отстаёт от Америки и Европы. Почти 75 % всех линий электропередач в Токио все ещё находились над землёй, а только около трети домов были подключены к канализации. В 1985 году только 36 % японских домохозяйств имели доступ к очистным сооружениям, по сравнению с 65 % во Франции (1975 год) и 97 % в Соединённом Королевстве (1976 год). Парковое пространство на душу населения в центре Токио составляло всего 2,2 квадратных метра по сравнению с 30-50 квадратных метрами в Вашингтоне, Лондоне и Бонне. Соотношение дорог и общей площади было также низким в центре Токио 14 %, по сравнению с 17 % в Лондоне и 20 % в Париже.
Несмотря на тяжёлую работу и жертву, которая сделали Японию одной из самых богатых наций в мире, многие японцы чувствовали, что они «богатая нация, но бедные люди». Такой негативный взгляд на экономику вызван тем, что средний потребитель должен был платить больше за товары и услуги, которые намного дешевле в других странах. Несмотря на эти негативные представления, однако, средний уровень жизни резко улучшился в 1970-х и 1980-х годах, а реальные расходы домашних хозяйств выросли во время экономического роста Японии. Новое национальное богатство, созданное послевоенным экономическим бумом, равномерно распределялось среди японцев, что практически не осталось людей в экономическом низшем классе. Кроме того, уровень безработицы оставался низким. Уровень жизни большинства японцев также значительно увеличился в послевоенную эпоху, причём реальная заработная плата более чем удвоилась с 1965 по 1975 год. В семидесятые годы средний уровень жизни в Японии вырос до столь же высокого уровня, как на Западе.
К августу 1960 года у 9 из 10 городских домохозяйств было радио, почти половина имела электрическую стиральную машину и электрический вентилятор, а более половины имели телевизор. К концу семидесятых уже, 99,4 % всех домохозяйств имели холодильники, 98,7 % обладали стиральными машинными, 97,7 % имели цветные телевизоры, а 53,4 % имели автомобили. К началу 1980-х годов большинство японцев пользовались «в полной мере теми же, удобствами и преимуществами, соответствующие обществу, столь же развитому, как и на Земле». Годовой доход средней японской семьи увеличился до 20 000 долларов, около 40 % от всех домов были оборудованы микроволновыми печами или кондиционерами, более 8 из 10 семей имели электрические швейные машины, 2 из 3 семей имели автомобиль и, по крайней мере, один магнитофон, и более 99 % всех домашних хозяйств имели цветные телевизоры и холодильники. К середине 1980-х годов реальная заработная плата Японии составляла от 60 % до 80 % от реальной заработной платы в Соединённых Штатах. Около 90 % японцев стали считать себя средним классом, и японские рабочие стали считаться одними из лучших в мире. Согласно статистике Международной организации труда, японские рабочие в производстве в 1984 году зарабатывали в среднем 989,99 долл. США в час. Кроме того, согласно исследованию 1989 года по японскому обществу, сравнение, основанное на текущей тогдашней стоимости йены, показало, что японские рабочие зарабатывают больше в час, чем их американские коллеги.
Доля общих расходов на семейное проживание, связанных с продовольствием, сократилась с 35 % в 1970 году до 27 % в 1986 году, тогда как чистые сбережения домашних хозяйств, которые в середине 1970-х годов составляли в среднем чуть более 20 %, составляли в среднем от 15 до 20 % в 1980-х годах. Таким образом, японские домохозяйства имели больший располагаемый доход для оплаты улучшенного жилья и других предметов потребления. Увеличение располагаемого дохода частично объясняло экономический бум 1980-х годов, который был вызван взрывным внутренним спросом, а также резким повышением стоимости йены после Plaza Accord.
Японское распределение доходов в 1980-х годах, как до, так и после налогов, было одним из самых справедливых в мире. Важным фактором распределения доходов является то, что группа с более низким доходом живёт лучше, чем в большинстве промышленно развитых стран. Экономический кризис 1990-х годов несколько смягчил эту картину, увеличив уровень безработицы (до 4,0 % в 2006 году).
Крах японского финансового пузыря вызвал феномен, называемый «Потерянное десятилетие», с реимпортерами и дисконтными цепочками, снижающими завышенные цены на продукты питания и товаров народного потребления, особенно на электронику. Сегодня Токио по-прежнему остаётся одним из самых дорогих городов в мире, но разница в стоимости жизни между Японией и другими промышленно развитыми странами никогда более не приближалось к уровню 1980-х годов.
Сегодня большинство японских сотрудников не только пользуются гарантией занятости и имеют доступ к различным профессиональным пособиям, но и к очень высокому уровню жизни. Кроме того, несмотря на то, что система социального обеспечения в Японии, менее щедра, чем та, которая существует в большинстве развитых стран, Япония имеет уравновешенное распределение доходов, которое сравнивается со Скандинавией. Как отметил один историк,
«Очевидно, что Япония разработала свою собственную национальную экономическую и социальную безопасность, которая, возможно, предлагает социальную защиту, сопоставимую с передовыми государствами всеобщего благосостояния Европы».
Как отметил Кэнъити Омаэ в начале девяностых годов,
«Уровень жизни неуклонно растет в течение последних сорока лет; более 90 процентов людей считают себя средним классом и достаточно довольны своей жизнью».
Подводя итоги социально-экономических достижений Японии, Джефф Кингстон отметил, что
«Послевоенная Япония испытала успех в восстановлении разрушенной войной нации, повышении жизненного уровня, восстановлении демократии, укрощении милитаризма и воссоединении сообщества народов. Эта далеко идущая реабилитация Японии знаменует собой выдающееся достижение и привело к значительным успехам в жизни граждан Японии. Потрясающе, что, несмотря на этот вихрь бурных и сверкающих преобразований, Япония сохранила и увеличила свой социальный капитал и избежала худших бедствий, поражающих другие передовые промышленно развитые страны. Относительное отсутствие глубоких расколов в обществе, высокоразвитое чувство общности и успех в сдерживании дислокации и социальных проблем и модернизации являются источником значительной силы в Японии. Люди лучше размещаются, лучше образованы, здоровее, живут дольше и имеют практически любой критерий лучше, чем их предшественники и большинство других людей в мире. Они пользуются политической стабильностью, экономической безопасностью, низкой преступностью, хорошим здравоохранением, достойными школами, адекватным жильём и чрезвычайным уровнем общественной политики.»

## Жильё
Японские дома, хотя обычно более новые, часто меньше, чем в большинстве других промышленно развитых стран. Несмотря на то, что процент резиденций с туалетами со смывом вырос с 31,4 % в 1973 году до 65,8 % в 2008 году, этот показатель был все ещё намного ниже, чем в других промышленно развитых странах. В некоторых преимущественно сельских районах Японии в то время оно составляло менее 30 %. Даже 9,7 % домов, построенных между 1986 и 1988 годами, не имели туалетов со смывом.
Потребность в отоплении зависит от географического положения. В северной и центральной Японии зимой может наблюдаться несколько метров снега, а южная Япония практически не испытывает зимних морозов (но летом может быть очень неудобно без кондиционера).
В мегаполисах дома построены очень близко друг к другу, с узкими полосами земли для зелёных насаждений, если таковые имеются. Многоквартирные дома с десятью-двадцатью этажами можно найти даже в пригородах.
Стоимость японского жилья сильно отличается между городскими и сельскими районами. Пузырь цен на активы в 1980-е годы завысил цены на землю в городских районах, но они стабилизировались с начала 1990-х годов и составили около 50 % от пика. В городах жильё по-прежнему дорожает относительно годового дохода, хотя высокая стоимость несколько компенсируется низкими процентными ставками. Крупные компании часто предлагают субсидии своим сотрудникам для покупки жилья.

## Еда
Вестернизации многих областей японской жизни включает в себя потребление разнообразных продуктов. После Второй мировой войны японские диетические модели изменились и стали похожими на западные. Многие японцы по-прежнему предпочитают традиционный завтрак из варёного риса, мисо-супа и маринованных овощей (цукэмоно).
Японская диета улучшилась вместе с другими показателями уровня жизни. Среднее потребление в день составляло 2084 калории и 77,9 г белка в конце 1980-х годов. Из общего потребления белка 26,5 % приходилось на зерновые (в том числе 18,4 % от риса), 9,6 % — на бобовые, 23,1 % — на рыбу, 14,8 % — на продукты животноводства, 11 % — на яйца и молоко и 15 % — на другие источники. До Второй мировой войны среднегодовое потребление риса составляло 140 килограммов на душу населения, но в 1987 году оно упало до 72 килограммов. Это развитие ещё более усугубило проблему избыточного потребления риса. Правительство приступило к реализации нескольких стратегий перехода на некризисные культуры, но они встретились с ограниченным успехом, а рис остался в избытке (см. Сельское хозяйство, лесное хозяйство и рыболовство в Японии). В качестве недостатка увеличился процент детского населения с избыточным весом.
Отрицательным аспектом экономического роста Японии является промышленное загрязнение. До середины 1970-х годов как государственный, так и частный сектора стремились к экономическому росту с такой целеустремлённостью, что процветание сопровождалось серьёзной деградацией как окружающей среды, так и качества жизни.

## Экономия
К 1980 году индустрия потребительского кредитования начала процветать. Младшие семьи особенно подвержены долгу. Жильё — это крупнейшая единица, для которой потребители брали займы. В 1989 году семьи ежегодно заимствовали приблизительно 17 000 долл. США или около 23 % от их среднего дохода. Те, кто хотел купить дома и недвижимость, нуждались в среднем 242 600 долл. США (из них они заимствовали около 129 000 долл. США).
Но многие семьи в 1980-х годах отказывались от идеи купить дом. Это заставило многих молодых японцев тратить часть своих сбережений на поездки за границу, дорогие предметы потребления и другие предметы роскоши. Как сказал один молодой рабочий: «Если я никогда не смогу купить дом, по крайней мере, я могу использовать свои деньги, чтобы наслаждаться жизнью сейчас». По мере расширения возможностей кредитных карт и финансовых агентств распространялось использование кредитов для приобретения других потребительских товаров длительного пользования. К 1989 году количество выданных в Японии кредитных карт достигло фактического паритета с населением.
Японские семьи по-прежнему считают, что сбережения для выхода на пенсию имеет решающее значение из-за относительной неадекватности официальных планов социального страхования и частных пенсионных планов. Средняя семья в 1989 году имела сбережения в размере 76 500 долл. США, что намного меньше, чем то, что необходимо для покрытия расходов на проживание для лиц, вышедших на пенсию, хотя официальные пенсии и пособия на пенсию помогли покрыть финансовое бремя пожилых граждан. Годовые расходы на проживание для пенсионеров в 1989 году оценивались в 22 800 долл. США. Примерно половина из этого была от государственных пенсий, а остальная часть — от сбережений и пособий на пенсию. Старшие граждане в возрасте семидесяти лет имели наибольшие сбережения, включая депозиты, страхование и ценные бумаги на сумму 113 000 долл. США на человека. В 1989 году люди в возрасте 20 лет имели сбережения в размере 23 800 долл. США, а наёмные работники в возрасте 30 лет имели сбережения в размере 66 000 долл. США.

## Потребительские товары
Японский потребитель больше всего выигрывает от наличия компактных, сложных потребительских товаров, которые часто являются популярным экспортом. Потребительская электроника, одежда, автомобили и бытовая техника представляют собой высококачественные изделия, которые поставляются японской промышленности. В Японии насчитывается 45 миллионов автомобилей, что составляет 350 автомобилей на 1000 человек. Японская железнодорожная система вошла в топ рейтинга самых передовых в мире в недавнем докладе о развитии ОЭСРА.

## Собственность на потребительские товары длительного пользования по процентам домашних хозяйств
Источник: Агентство экономического планирования, Экономическое руководство, 1986
Цветные телевизоры
1970 год = 26,3 %
1975 год = 90,3 %
1980 год = 98,2 %
1985 год = 99,1 %
видеомагнитофоны
1980 год = 2,4 %
1985 год = 27,8 %
Легковые автомобили
1970 год = 22,1 %
1975 год = 41,2 %
1980 год = 57,2 %
1985 год = 67,4 %
Холодильники
1970 год = 89,1 %
1975 год = 96,7 %
1980 год = 99,1 %
1985 год = 98,4 %
Кондиционеры
1970 год = 5,9 %
1975 год = 17,2 %
1980 год = 39,2 %
1985 год = 52,3 %%
Пианино
1970 год = 6,8 %
1975 год = 11,8 %
1980 год = 15,8 %
1985 год = 18,3 %

## Сравнение
Согласно перечню переменных, японский социолог оценил Японию среди группы из десяти других промышленно развитых стран. Данные были собирались с середины 1970-х годов до конца 1980-х годов, а Япония была оценена лучше, чем среднее значения, с точки зрения общего распределения доходов, располагаемого дохода на душу населения, безопасности движения и преступности, ожидаемой продолжительности жизни и младенческой смертности, доли домов, занятых владельцами, остановок работы и трудовых беспорядков, и загрязнение воздуха. Япония была ниже среднего по разнице в оплате труда по полу и размеру фирмы, доля рабочей силы в совокупных доходах от производства, пособие по социальному обеспечению и безработице, еженедельные рабочие дни и ежедневные рабочие часы, общая стоимость земли и жилья, загрязнение рек, очистные сооружения и зоны отдыха в городских центрах. Несмотря на эти оценки, показатели особенно загрязнения и увеличения свободного времени, улучшились в 1980-х годах и, в целом, уровень жизни в Японии был сопоставим с уровнями наиболее богатых экономик в мире.

## Растущее неравенство
За последние два десятилетия неравенство в Японии выросло в результате экономических трудностей, с которыми Япония столкнулась после окончания экономического бума 1980-х годов. Эта проблема характеризовалась увеличением доли рабочей силы, занятой на временной или неполной основе, с 19 % в 1996 году до 34,5 % в 2009 году вместе с увеличением числа японцев живущих в нищете. По данным Организации экономического сотрудничества и развития, доля людей в Японии, живущих в относительной бедности (определяемая как доход, составляющий менее 50 % медианного), выросла с 12 % от общей численности населения в середине 80-х годов до 15,3 % в 2000 году. В 2005 году было подсчитано, что 12,2 % детей в Японии живут в нищете. С 1985 по 2008 год процент временных работников (работающих по срочным контрактам без обеспечения занятости, повышения заработной платы по стажу или других льгот) увеличился с 16,4 % до 34,1 % рабочей силы. Различные наблюдатели пришли к описанию Японии как «общества дисбаланса», общества, разделённого обществом с категорическими классовыми различиями и неравенствами (в стране, где около 90 % населения считают себя средним классом в различных обследованиях), Рост неравенства в доходах в Японии, возможно, способствовал избранию Демократической партии Японии в 2009 году, которая обещала сократить социально-экономическое неравенство с помощью таких стратегий, как расширенная система социального обеспечения. Несмотря на эти проблемы, средний уровень жизни в Японии остаётся одним из самых высоких в мире.